# Puig-reig
Puig-reig – gmina w Hiszpanii, w prowincji Barcelona, w Katalonii, o powierzchni 46,16 km². W 2011 roku gmina liczyła 4301 mieszkańców.